# Полиптик
Полипти́к (полиптих) (др.-греч. πολύπτυχος — состоящий из многих табличек или листков от πολυ- — много и πτυχή — складка, дощечка) — опись имущества и доходов, прежде всего церковных (монастырских) владений (писцовые книги) эпохи Каролингов, рисующая картины устройства поместья. Является одним из важнейших источников по аграрной истории раннего Средневековья. В полиптике указывалось количество господской, то есть монастырской, земли (пашен, лугов, виноградников, лесов, пастбищ и т. д.), а также угодий, строений, мельниц и т. п.; давались перечни крестьянских держаний, с указанием местонахождения и причитающихся с них повинностей, а также имён и социального статуса держателей и членов их семей. Полиптик редко составлялся во владениях светских сеньоров.
Известный полиптик аббата Ирминона — писцовая книга Сен-Жерменского аббатства около Парижа, основанного в 543 г. и к моменту составления полиптика (нач. IX в.) успевшего стать крупным земельным собственником. Назван по имени аббата Ирминона (умершего ок. 825 г.), при котором аббатство развило на своих землях интенсивную хозяйственную деятельность. Полиптик аббата Ирминона, как и другие источники — Реймского аббатства св. Ремигия (845 г.), св. Мавра (868 г.), представляет собой описание поместий монастыря с перечнем зависимых держателей и их повинностей. До нас дошла часть текста, состоящая из 25 описей отдельных поместий, описывающих бенефициальные земли. Полиптик аббата Ирминона позволяет составить представление о всей системе хозяйства крупного поместья эпохи Каролингов и о процессе втягивания крестьян в зависимость.